# Josep Andreu i Figuerola
Josep Andreu i Figuerola (Tarragona, 1872 -Tarragona, 1952) fou un compositor, director i organista català.
Des de ben petit mostrà aptituds musicals. Estudià harmonia i composició amb el wagnerià Ramon Bonet, organista de la catedral de Tarragona, i instrumentació amb Varela Silvari.
Més endavant va cursar el magisteri a Tarragona i els estudis superiors de música a Barcelona. L'any 1888 un vals a quatre mans va guanyar un premi de composició convocat amb motiu de l’Exposició Universal a Barcelona. Aquest guardó li donà tanta fama a la seva ciutat natal que el 1898 va rebre l'encàrrec de compondre l’Himne a Tarragona, estrenat l'any 1891 en la plaça de toros. Andreu va succeir Bonet com a primer organista de la catedral de Tarragona, posició que ocupà de l'any 1905 fins al 1907, moment en què es va dedicar també a impartir classes de música. Aquest càrrec el deixà per ocupar la plaça de director de la banda municipal de Sigüenza i la de mestre de capella de la catedral de la mateixa ciutat. El 1918 es va establir a Osca, on fou nomenat mestre de capella de l'església dels jesuïtes. De nou a Tarragona, exercí de professor de piano i solfeig a l’Ateneu Tarraconense de la Classe Obrera i a La Salle. Entre les seves composicions hi ha cançons líriques, algunes sarsueles, com Empleo y sueldo (1894), gavotes, música de cambra, repertori de peces ballables i obres corals, com l'Himne a Tarragona (1898). En el seu corpus compositiu hi ha també música religiosa, com una Missa solemne i Beata Mater, obra que tingué una gran acceptació. Rebé diversos guardons, entre els quals un del Patronat Obrer de Reus i també de l'Acadèmia Mariana de Lleida. Redactà l'estudi històric Organización contemporánea de las bandas.

## Obra[1][2]
- Empleo y sueldo (1894)
- Himne a Tarragona (1898)
- Misa solemne de Santa Cecilia (1929) i Beata Mater
- Padre, alcalde y mesonero (1900)